# Rudenia
Rudenia es un género de polillas tortrícidas categorizado en la tribu Cochylini, de la subfamilia Tortricinae. Fue descrito por Józef Razowski en 1985.

## Especies
- Rudenia immanis Razowski, 1994
- Rudenia leguminana (Busck, 1907)
- Rudenia nigrans Razowski, 1985
- Rudenia paupercula Razowski, 1985
- Rudenia sepulturae Razowski y Becker, 2007